# Uraspis secunda
Uraspis secunda es una especie de peces de la familia Carangidae en el orden de los Perciformes.

## Morfología
Los machos pueden llegar alcanzar los 50 cm de longitud total.

## Distribución geográfica
Se encuentra en el oeste del Índico (Tanzania), al este del Pacífico central (desde California hasta Costa Rica. También en Hawaii), el Atlántico occidental (desde Massachusetts y el norte del Golfo de México hasta el Brasil) y en el Atlántico oriental (desde Mauritania hasta Angola y Algo Bay —Sudáfrica—) .